# Прилепы (Смолевичский район)
Прилепы (бел. Прыле́пы) — деревня в Смолевичском районе Минской области Белоруссии. В составе Озерицко-Слободского сельсовета.

## География
В 21 км напрямую на северо-запад от Смолевич, в 31 км от Минска.

### Гидрография
Расположена около реки Усяжа и Дубровского водохранилища.

## История
Результаты археологических раскопок показывают, что первое поселение людей на месте деревни существовало в первобытнообщинном времени, задолго до образования деревни. Между деревнями Береговцы и Сороки находится городище железного века.
В 1712 году упоминается как имение Прилепы, или Арана, собственность Киевского митрополита, в Минском воеводстве Великого Княжества Литовского.
В 1909 году в Острошицко-Городецкой волости Минского уезда Минской губернии.
До 16 декабря 2009 года деревня входила в состав Прилепского сельсовета.

## Население

### Численность
- 2009 год — 472 жителей

### Динамика
- 1909 год — 20 жителей, 1 двор (имение); 44 жителей, 6 дворов (село)[3]
- 2000 год — 477 жителей
- 2009 год — 472 жителей (перепись населения)[3]

## Инфраструктура
- Библиотека
- Отделение связи
- Детский сад
- Средняя школа
- Агроусадьба «Добра хата»

## Культура
- Дом культуры

## Достопримечательность
- Городище железного века
- Курганный могильник в 1,5 км на восток от деревни
- Памятник землякам, погибшим во время Великой Отечественной войны
- Братская могила советских воинов